# Masters of Chant Chapter VIII
Masters of Chant Chapter VIII è l'undicesimo album del gruppo tedesco Gregorian.

## Tracce
1. Pride (In the Name of Love)
2. Red Rain
3. The Rose
4. Early Winter
5. Human
6. Streets of Philadelphia
7. Love Beats Anything
8. Wake Me Up When September Ends
9. Everything Is Beautiful
10. Wonderwall
11. In the Morning
12. Bravado
13. Heaven
14. River of Life